# Mleczaj bagienny

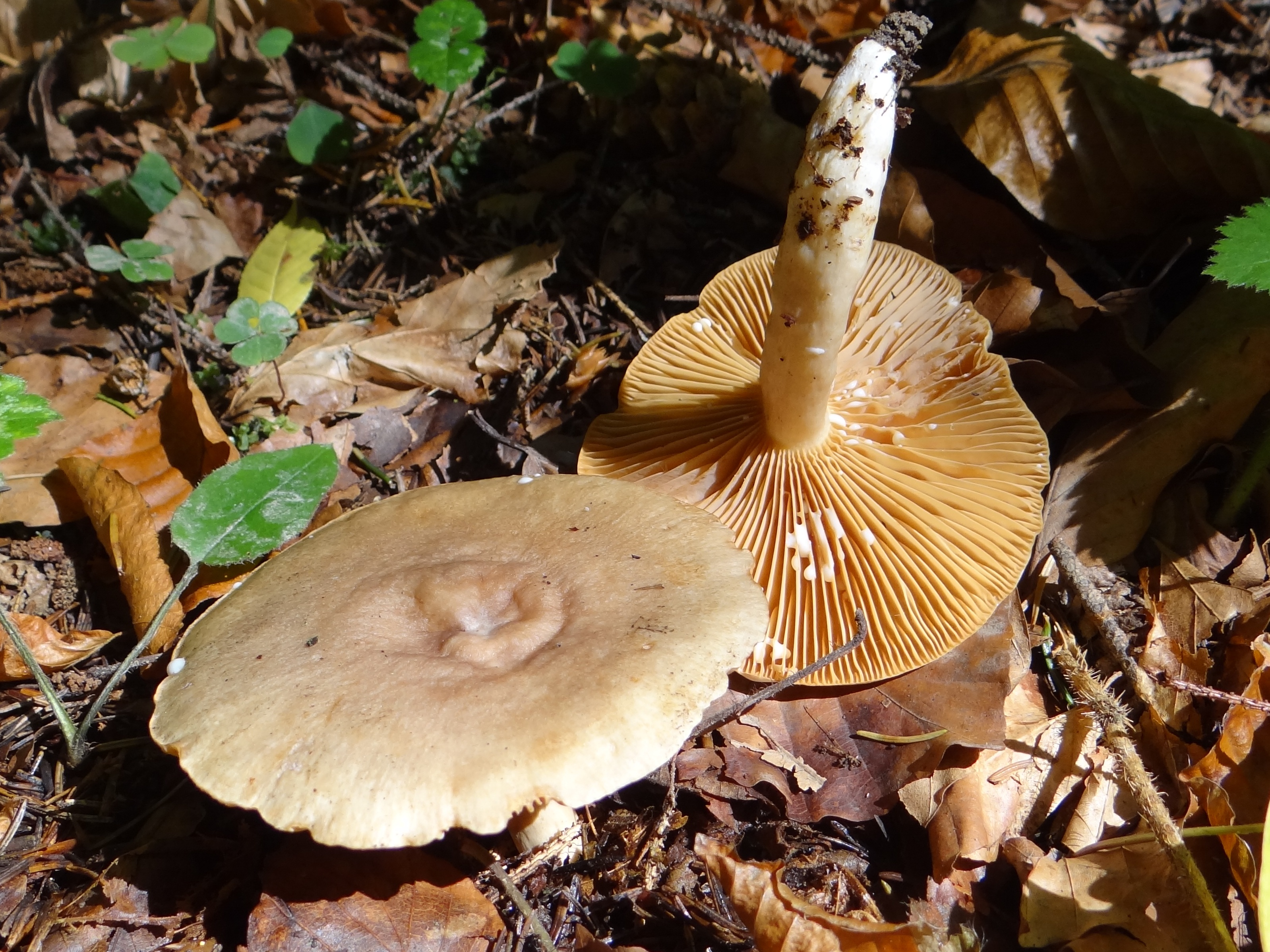

Mleczaj bagienny (Lactarius lacunarum Romagn. ex Hora) – gatunek grzybów należący do rodziny gołąbkowatych (Russulaceae).

## Systematyka i nazewnictwo
Pozycja w klasyfikacji według Index Fungorum: Lactarius, Russulaceae, Russulales, Incertae sedis, Agaricomycetes, Agaricomycotina, Basidiomycota, Fungi.
Po raz pierwszy opisali go Henri Charles Louis Romagnesi i Frederick Bayard Hora w 1960 r. Synonimy naukowe:
- Lactarius decipiens var. lacunarum Romagn. 1938
- Lactarius lacunarum (Romagn.) J.E. Lange 1940

Nazwę polską nadała Alina Skirgiełło w 1998 r.

## Morfologia
Kapelusz
Średnica 2–5 cm, za młodu wypukły, później płaski, wreszcie płytko wklęsły z niewielkim garbkiem. Brzeg równy, cienki, gładki i zazwyczaj odwijający się. Powierzchnia gładka, matowa, sucha, o barwie od płowej do rudopomarańczowej. Brak strefowania
Blaszki
Z blaszeczkami, przy trzonie przyrośnięte lub nieco zbiegające. U młodych okazów białawe, u starszych o tej samej barwie co kapelusz, czasami nawet rudawe.
Trzon
Wysokość 2–4,5 cm, grubość 0,3–0,9 cm, walcowaty, początkowo pełny, później pusty. Powierzchnia gładka, u młodych owocników biaława, u starszych o barwie kapelusza, często ciemniejsza w dolnej części.
Mleczko
Białe i powoli żółknące. Smak początkowo łagodny, później jednak wyraźnie gorzki, a nawet ostry.
Cechy mikroskopowe
Wysyp zarodników kremowożółty. Zarodniki elipsoidalne o rozmiarach 7–9 × 5,5–6,5 μm. Na powierzchni posiadają duże brodawki połączone cienkimi łącznikami tworzącymi niemal pełną siateczkę. Podstawki mają rozmiar 40–45 × 8–10 μm. Wrzecionowate cystydy mają rozmiar 45–56 × 5–7,5 μm.
Gatunki podobne
- bardzo podobny jest mleczaj żółknący (Lactarius decipiens), który do niedawna uważany był za odmianę mleczaja bagiennego. Odróżnia go zapach pelargonii oraz szybkie żółknięcie mleczka. Ponadto występuje na siedliskach bardziej suchych[4].
- mleczaj pępówkowy (Lactarius omphaliiformis). Jest mniejszy i ma łagodny smak, oraz promieniście żyłkowany kapelusz[5].
- pospolity mleczaj siarkowy (Lactarius theiogalus). Jest podobnej wielkości, lub mniejszy. Ma bardziej żywe, czerwonawe odcienie na kapeluszu. Różni się także cechami mikroskopowymi[4].

## Występowanie i siedlisko
Znane jest jego występowanie głównie w Europie i Rosji, poza tymi obszarami podano tylko jedno miejsce jego występowania w Meksyku. W Polsce gatunek rzadki. Znajduje się na Czerwonej liście roślin i grzybów Polski. Ma status E – gatunek zagrożony wymarciem Znajduje się na listach gatunków zagrożonych także w Czechach, Niemczech i Holandii. W polskim piśmiennictwie mykologicznym do 2003 r. opisany na 4 stanowiskach, ale w późniejszych latach podano wiele następnych.
Naziemny grzyb mykoryzowy. Rośnie w lasach, na ziemi w miejscach wilgotnych, szczególnie pod brzozami, wierzbami i olszami, dębami, topolami i świerkami.
Jest niejadalny.